# Sac de Toulon (1148)
Pour les articles homonymes, voir Sac de Toulon.
Le sac de Toulon a lieu en 1148, lorsqu'une flotte almoravide attaque Toulon et ses environs, une partie de la ville est massacrée et le reste est ramené en captivité à Majorque. C'est une réponse aux incursions des croisés en Ibérie pendant la Deuxième croisade,.